# Jorge Meré
Jorge Meré Pérez (Oviedo, 17 aprile 1997) è un calciatore spagnolo, difensore dell'América.

## Carriera

### Club
Dopo aver giocato per la squadra riserve, ha debuttato con la maglia dello Sporting Gijón l'11 aprile 2015, a diciotto anni non ancora compiuti, in una trasferta sul campo del Real Saragozza valida per la 33ª giornata di Segunda División. Al suo primo anno tra i grandi ha collezionato cinque presenze nella seconda serie spagnola, contribuendo alla promozione del Gijón.
Ha fatto il suo esordio in Liga BBVA il 23 settembre 2015, alla quinta giornata di campionato in casa del Rayo Vallecano. Si è poi ritagliato uno spazio nella formazione titolare, arrivando a concludere la stagione con venticinque presenze e riuscendo a ottenere la salvezza. Nella stagione 2016-2017 ha giocato trentuno partite in campionato, senza però evitare la retrocessione.
Il 20 luglio 2017 firma un contratto quinquennale con i tedeschi del Colonia.
Il 18 gennaio 2022 viene acquistato dall'América.

### Nazionale
Nell'estate 2015 ha vinto gli Europei Under-19 con la nazionale spagnola. Il 30 marzo 2015 ha esordito in Under-21 in una partita amichevole contro la Bielorussia, nel 2017 ha partecipato agli Europei Under-21 in Polonia raggiungendo la finale persa 1-0 contro la Germania, giocando quattro partite su cinque in tutto il torneo.

## Palmarès

### Club

#### Competizioni nazionali
- Campionato tedesco di seconda divisione: 1

Colonia: 2018-2019

### Nazionale
- Campionato d'Europa Under-19: 1

2015
- Campionato d'Europa Under-21: 1

2019